# Teoria wnioskowania z czynników towarzyszących
Teoria wnioskowania z czynników towarzyszących – stworzona przez Edwarda Jonesa i Keitha Davisa głosi, że dokonujemy wewnętrznych atrybucji dotyczących danej osoby wtedy, gdy zachowanie jest nieoczekiwane lub gdy istnieje mało nietożsamych konsekwencji jej zachowania.
Jest to teoria należąca do szerszej grupy teorii – teorii atrybucji.